# Cristallisation sélective
La cristallisation sélective désigne toutes les méthodes permettant d'obtenir, par extraction, isolement…, de manière sélective des cristaux de sels à partir d'une forme dissoute dans l'eau ou un autre solvant ou mélange de solvants. 
Certains isomères de molécules plus ou moins complexes peuvent également être isolés ou extraits de la sorte, ou des énantiomères dans un milieu chiral.

## Aspects historiques
La cristallisation sélective est un phénomène naturel qui a joué un rôle dans la formation de la structure de nombreuses roches et qui peut être mis à profit pour des besoins industriels ou scientifiques (Pasteur l'a utilisée au XIXe siècle pour étudier les tartrates). Il est notamment possible de la démarrer en ensemençant une solution avec un germe cristallin.

## Intérêt agroalimentaire
Dans le domaine de la cuisine et de l'agroalimentaire, des phénomènes de cristallisation sélective jouent également un rôle dans la constitution des goûts et textures des aliments cuits ou séchés, ou des fromages à pâte dure salés. 
Des procédés de fractionnement à sec sont utilisés pour purifier les huiles (huile de palme par exemple), la matière grasse animale (laitière ou de volaille par exemple). Ces corps gras durcissent en refroidissant et leur refroidissement contrôlé permet une cristallisation sélective des triglycérides les plus saturés, qu'on peut alors filtrer pour obtenir d'un côté un solide ayant les propriétés d'un saindoux et de l'autre une fraction huileuse liquide. Le profil de refroidissement contrôle la qualité des fractions. 

## Intérêt pour les industries d'extraction
Dans certains cas, ces techniques de cristallogenèse plus ou moins bien « contrôlée » conduisent à une production lente, mais peu coûteuse en énergie ou électricité (à partir d'un évaporateur solaire par exemple) de produits rares dont la demande augmente (lithium pour les batteries au lithium par exemple). Mais ces techniques restent délicates, car l'amorce d'une cristallisation est toujours très sensible aux conditions extérieures et à d’éventuelles impuretés du milieu jouant le rôle de catalyseurs, d'inhibiteurs ou de perturbateurs. Ainsi des échantillons apparemment semblables provenant d’une même solution saturée homogénéisée, et disposés dans des conditions apparemment semblables peuvent cristalliser de manière différente (formation de cristaux ou prise en masse) et à des vitesses différentes.